# Småtjärnarna (Sävars socken, Västerbotten, 708833-173698)
Småtjärnarna är en sjö i Umeå kommun i Västerbotten och ingår i Dalkarlsån-Sävaråns kustområde.